# Vieux Manoir (Champsecret)
Le Vieux Manoir est une demeure des XIVe et XVIIIe siècles qui se dresse sur le territoire de la commune française de Champsecret, dans le département de l'Orne, en région Normandie.

## Localisation
Le manoir est situé à 100 m à l'est de l'église de Champsecret, dans le département français de l'Orne.

## Description
L'édifice se compose d'un corps de bâtiment du XIVe siècle et d'une aile du XVIIIe. Il est muni à l'angle sud-ouest d'une tourelle encorbellée,.

## Protection
Le Vieux manoir est inscrit au titre des monuments historiques par arrêté du 28 septembre 1926.